# 好本惠
好本 惠（よしもと めぐみ、旧姓：安藤）は、日本のフリーアナウンサーで、元NHK所属。

## 来歴
東京都立立川高等学校、東京女子大学文理学部日本文学科卒業後、1976年NHK入局。東京アナウンス室・大阪放送局で勤務。1981年からフリーアナウンサー。1982年から2年間アメリカコーネル大学にて日本語教育法を学ぶ他、音声教材の制作に参加。1984年帰国後、放送大学学園の番組に携わる。
その後、現在までNHKの番組に数多く出演している。健康・医療・暮らしなどをテーマにしたシンポジウムのコーディネーターを務めることがある。式典、トークショー、コンサートの司会、講演などもしている。また、2002年から6年間、早稲田大学教育学部で非常勤講師を務めた。2010年9月から、NHK退職アナウンサー設立による有限責任事業組合 ことばの杜において、青少年・児童向けの朗読など社会貢献活動に携わる。十文字学園女子大学教育人文学部文芸文化学科教授を経て、現在は名誉教授。また、立正大学やNHK文化センターなどで講師を務めている。2021年6月より寿スピリッツ株式会社社外取締役。

## 出演番組
- スタジオ102 (NHK)
- 女性手帳（NHK・司会）
- 銀河テレビ小説（NHK・ナレーション）
- おはよう広場（NHK・キャスター）
- きょうの料理（NHK・司会）
- すくすく赤ちゃん（NHK 1992年～1999年・キャスター）
- きょうの健康（NHK・司会）
- クロスオーバーイレブンパート2（NHK-FM・ナレーション）
- NHK人間講座（NHK・ナレーション）
- 知るを楽しむ（NHK・ナレーション）
- 趣味百科（NHK 書道・俳画・人形を創る・ヨーガなど・司会）
- NHK俳壇（NHK 2001年～2005年・司会）
- ペット相談（NHK-BS 2003年～2007年・司会)
- TVシンポジウム（NHK 2000年～現在）
- 『子育て支援国際シンポジウム』
- 『肺がん撲滅デー市民公開講座』（2000年～2009年）
- 『日本医師会市民公開講座』（日本医師会主催2001年～2013年）
- 『健康応援フェスタ』（2008年～現在）
- 100分de名著（2014年～2015年　NHK・ナレーション）

など

## イベント司会など
- 『健康日本21』
- 『第25回医学会総会・公開市民講座』司会（1999年）
- 『ステップコンサート』（2001年～現在）
- 『東京国際キルトフェスティバル』（2002年～2020年）
- 『伊藤園お〜いお茶新俳句大賞最終審査会・表彰式』司会（1995年～現在）
- 『全国社会福祉大会』司会（全国社会福祉協議会主催2014年～現在）
- 『テーブルウエア・フェスティヴァル』(2017年～2022年)
- 『東日本大震災復興支援チャリティコンサート・クラシックエイド』司会(ジャパンアーツ主催2015年～2020年)
- 『大人のためのコンサート』(新日本フィル主催2019年～2021年)  など

## 著書
- ハッピーチャイルドに育てる19の知恵　（編　NHK出版　2000年）
- これは使える! 現役ママのあいさつ・スピーチと連絡文・手紙　（監修　小学館　2002年）
- 俳句とめぐりあう幸せ　（リヨン社　2005年）
- 話しことばの花束　（リヨン社　2007年）
- 認知症予防におすすめ図書館利用術２～読書・朗読は脳のトレーニング　(共著　日外アソシエーツ　2018年)
- 声の文化を楽しむ～朗読のすすめ　(日外アソシエーツ 2020年)